# فرودگاه فریزر لیک
فرودگاه فریزر لیک (به انگلیسی: Fraser Lake Airport) یک فرودگاه همگانی است که یک باند فرود آسفالت دارد و طول باند آن ۱۱۸۹ متر است. این فرودگاه در کشور کانادا قرار دارد و در ارتفاع ۸۲۰ متری از سطح دریا واقع شده است.